# Todd Eldredge
Todd James Eldredge (Chatham, Massachusetts, 28 de agosto de 1971) é um ex-patinador artístico americano. Eldredge conquistou uma medalha de ouro, três de prata e duas de bronze em campeonatos mundiais, e foi campeão seis vezes do campeonato nacional americano (1990, 1991, 1995, 1997, 1998 e 2002). Ele também competiu nos Jogos Olímpicos de Inverno de 1992, 1998 e 2002.
Eldredge foi introduzido ao U.S. Figure Skating Hall of Fame durante o Campeonato dos Estados Unidos de 2008.

## Programas
| Temporada | Programa curto                                                     | Patinação livre                                                                | Exibição                                      |
| --------- | ------------------------------------------------------------------ | ------------------------------------------------------------------------------ | --------------------------------------------- |
| 2001–2002 | - Carmina Burana por Carl Orff                                     | - 1492: Conquest of Paradise por Vangelis - Lord of the Rings por Howard Shore | - Your Song (de Moulin Rouge!) por Elton John |
| 2000–2001 | - Exotica (de Cirque du Soleil) - Phantom Menace por John Williams | - The 13th Warrior por Jerry Goldsmith                                         | - 1492: Conquest of Paradise por Vangelis     |
| 1999–2000 | - Wilkommen (de Cabaret) por Kander e Ebb                          | - The 13th Warrior                                                             |                                               |

## Principais resultados
| Resultados                                                                             | Resultados    | Resultados       | Resultados      | Resultados    | Resultados       | Resultados      | Resultados        | Resultados      | Resultados        | Resultados        | Resultados      | Resultados        | Resultados       | Resultados        | Resultados       | Resultados        | Resultados      | Resultados    | Resultados        | Resultados        |
| Internacional                                                                          | Internacional | Internacional    | Internacional   | Internacional | Internacional    | Internacional   | Internacional     | Internacional   | Internacional     | Internacional     | Internacional   | Internacional     | Internacional    | Internacional     | Internacional    | Internacional     | Internacional   | Internacional | Internacional     | Internacional     |
| Evento/Temporada                                                                       | 1982– 1983    | 1983– 1984       | 1984– 1985      | 1985– 1986    | 1986– 1987       | 1987– 1988      | 1988– 1989        | 1989– 1990      | 1990– 1991        | 1991– 1992        | 1992– 1993      | 1993– 1994        | 1994– 1995       | 1995– 1996        | 1996– 1997       | 1997– 1998        | 1998– 1999      | 1999– 2000    | 2000– 2001        | 2001– 2002        |
| -------------------------------------------------------------------------------------- | ------------- | ---------------- | --------------- | ------------- | ---------------- | --------------- | ----------------- | --------------- | ----------------- | ----------------- | --------------- | ----------------- | ---------------- | ----------------- | ---------------- | ----------------- | --------------- | ------------- | ----------------- | ----------------- |
| Jogos Olímpicos                                                                        |               |                  |                 |               |                  |                 |                   |                 |                   | 10.º              |                 |                   |                  |                   |                  | 4.º               |                 |               |                   | 6.º               |
| Campeonato Mundial                                                                     |               |                  |                 |               |                  |                 |                   | 5.º             | Medalha de bronze | 7.º               |                 |                   | Medalha de prata | Medalha de ouro   | Medalha de prata | Medalha de prata  |                 |               | Medalha de bronze |                   |
| Campeonato dos Quatro Continentes                                                      |               |                  |                 |               |                  |                 |                   |                 |                   |                   |                 |                   |                  |                   |                  |                   |                 | 4.º           | WD                |                   |
| GP Grand Prix Final                                                                    |               |                  |                 |               |                  |                 |                   |                 |                   |                   |                 |                   |                  | 5.º               | Medalha de prata | Medalha de bronze |                 |               | WD                | 4.º               |
| GP Nations Cup                                                                         |               |                  |                 |               |                  |                 |                   |                 | Medalha de prata  |                   | Medalha de ouro |                   |                  | Medalha de bronze |                  |                   |                 |               |                   |                   |
| GP NHK Trophy                                                                          |               |                  |                 |               |                  |                 | 6.º               |                 |                   |                   |                 |                   | Medalha de ouro  |                   |                  |                   |                 |               |                   |                   |
| GP Skate America                                                                       |               |                  |                 |               |                  |                 | Medalha de bronze |                 | Medalha de bronze | Medalha de bronze | Medalha de ouro | 4.º               | Medalha de ouro  | Medalha de ouro   | Medalha de ouro  | Medalha de ouro   |                 |               | Medalha de bronze |                   |
| GP Skate Canada International                                                          |               |                  |                 |               |                  |                 |                   |                 |                   |                   |                 |                   |                  |                   |                  |                   |                 | 4.º           | Medalha de prata  | Medalha de bronze |
| GP Trophée Lalique                                                                     |               |                  |                 |               |                  |                 |                   |                 |                   |                   |                 | Medalha de ouro   |                  |                   | Medalha de ouro  | 4.º               |                 |               |                   | Medalha de prata  |
| Jogos da Boa Vontade                                                                   |               |                  |                 |               |                  |                 |                   |                 | Medalha de bronze |                   |                 |                   | Medalha de prata |                   |                  |                   | Medalha de ouro |               |                   |                   |
| Nebelhorn Trophy                                                                       |               |                  |                 |               |                  | Medalha de ouro |                   |                 |                   |                   |                 |                   |                  |                   |                  |                   |                 |               |                   |                   |
| Internacional – Júnior                                                                 |               |                  |                 |               |                  |                 |                   |                 |                   |                   |                 |                   |                  |                   |                  |                   |                 |               |                   |                   |
| Campeonato Mundial Júnior                                                              |               |                  |                 | 5.º           | Medalha de prata | Medalha de ouro |                   |                 |                   |                   |                 |                   |                  |                   |                  |                   |                 |               |                   |                   |
| Nacional                                                                               |               |                  |                 |               |                  |                 |                   |                 |                   |                   |                 |                   |                  |                   |                  |                   |                 |               |                   |                   |
| Campeonato dos Estados Unidos                                                          |               |                  |                 |               |                  | 8.º             | 5.º               | Medalha de ouro | Medalha de ouro   |                   | 6.º             | Medalha de peltre | Medalha de ouro  | Medalha de prata  | Medalha de ouro  | Medalha de ouro   |                 |               | Medalha de prata  | Medalha de ouro   |
| Campeonato dos Estados Unidos – Júnior                                                 |               |                  |                 | 5.º           | Medalha de ouro  |                 |                   |                 |                   |                   |                 |                   |                  |                   |                  |                   |                 |               |                   |                   |
| Campeonato dos Estados Unidos – Noviço                                                 | 7.º           | Medalha de prata | Medalha de ouro |               |                  |                 |                   |                 |                   |                   |                 |                   |                  |                   |                  |                   |                 |               |                   |                   |
|                                                                                        |               |                  |                 |               |                  |                 |                   |                 |                   |                   |                 |                   |                  |                   |                  |                   |                 |               |                   |                   |
| Legenda: GP = Grand Prix; WD = Abandonou; Competição não foi disputada nesta temporada |               |                  |                 |               |                  |                 |                   |                 |                   |                   |                 |                   |                  |                   |                  |                   |                 |               |                   |                   |